# Okan Ersan

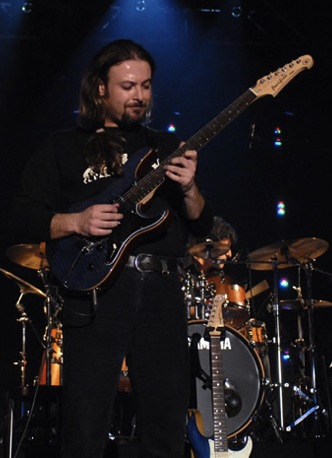
Okan Ersan

Okan Ersan (* 27. April 1972 in Nikosia, Republik Zypern) ist ein zyperntürkischer Jazz-Fusion-Gitarrist und Komponist.

## Biografie
Okan Ersan wurde 1972 in der Republik Zypern geboren. Sein Vater war Musiker, und Okan begann schon in jungem Alter, Gitarre und Klavier zu spielen. Sein Studium bestand er 1994 und spezialisierte sich auf das Gitarre-Spielen in Istanbul an der Music Akademie der Marmara Üniversitesi. Während seiner Musik-Ausbildung beeinflussten ihn Musiker wie Steve Lukather, Mike Stern, Frank Gambale, Al Di Meola, Robben Ford, Scott Henderson, Ritchie Blackmore und viele andere aus Bereichen wie Klassik, Jazz, Klassik Rock, Fusion, Blues und vielen mehr. All dies half ihm, seinen eigenen Stil zu kreieren, welcher auf Jazz Fusion basiert.

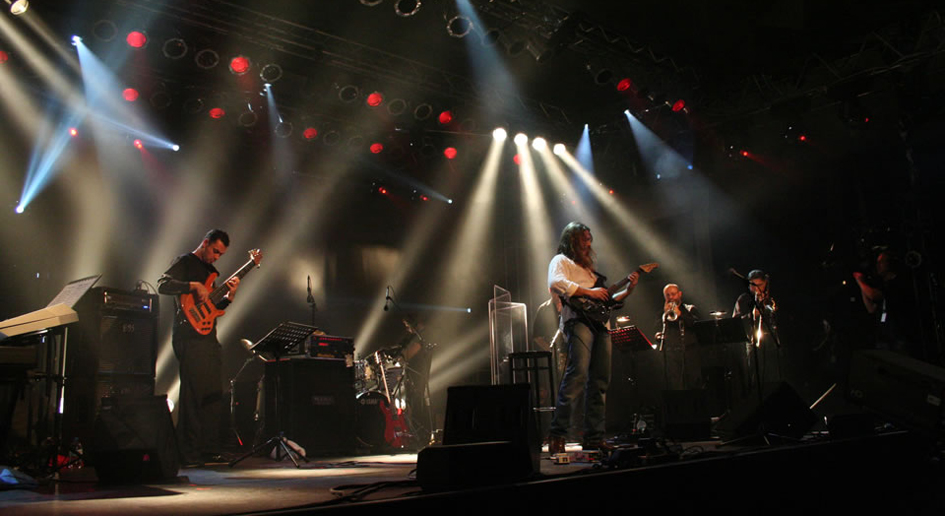
Okan Ersan während der Leverkusener Jazztage

Okan Ersan fing seine musikalische Reise in Nordzypern an und brachte seine Musik nach Deutschland, England, Amerika und die Türkei, während er anfing, als Komponist zu arbeiten. To Whom It May Concern ist der Titel-Song zu seinem ersten Album. Dies brachte ihn unter die fünf besten Musiker 2003, laut dem Britischen Magazin Guitarist. 2005 unterschrieb er einen Vertrag mit einer Plattenfirma und wurde in die Vereinigten Staaten für eine Promotion Tour eingeladen.
Während dieser Tour wurde Okan als Gast-Musiker für das Kansas City Jazz Festival eingeladen und trat mit Billy Paul auf. Im selben Jahr reiste Okan auch international und hielt Workshops und Konzerte in verschiedenen Ländern, wo er auch seine Alben vorstellte.  Er wurde zweimal hintereinander eingeladen, bei den Leverkusener Jazztagen aufzutreten: 2006 war er Vorband für Al Di Meola, und 2007 trat er mit Robben Ford in der Guitar Masters Kategorie auf.
2008 trat Okan mit Panzerballett, Chick Corea und John McLaughlin auf. Er spielte auch zusammen mit Dave Weckl und Rex Richardson bei den Yamaha All Stars Volume 1 und Volume 2. 2011 veröffentlichte Okan Ersan sein neues Album, A Reborn Journey. Bei diesem Album wirkten unter anderem mit Dave Weckl, Ernie Watts, Ola Onabulé, Misirli Ahmet, Ercan Irmak und Istanbul Superband.

## Diskografie
- To Whom It May Concern (2005)
- A Reborn Journey (2011)

## Equipment
Okan Ersan hat einen Vertrag mit Yamaha. Er spielt die Gitarren-Modelle Pacifica 812v, Pacifica 904, AES-FG, SA2200, und SG2000. Er spielt auch PRS-Gitarren und nutzt ATC Acoustic Engineers.